# MS 1970
Die MS 1970 A & B (Majstrovstvá sveta 1970) in Štrbské Pleso bestehen aus mehreren Skisprungschanzen. Zur Anlage gehören eine Normalschanze der Kategorie K 90 (MS 1970 B) und eine Großschanze der Kategorie K 120 (MS 1970 A).

## Geschichte

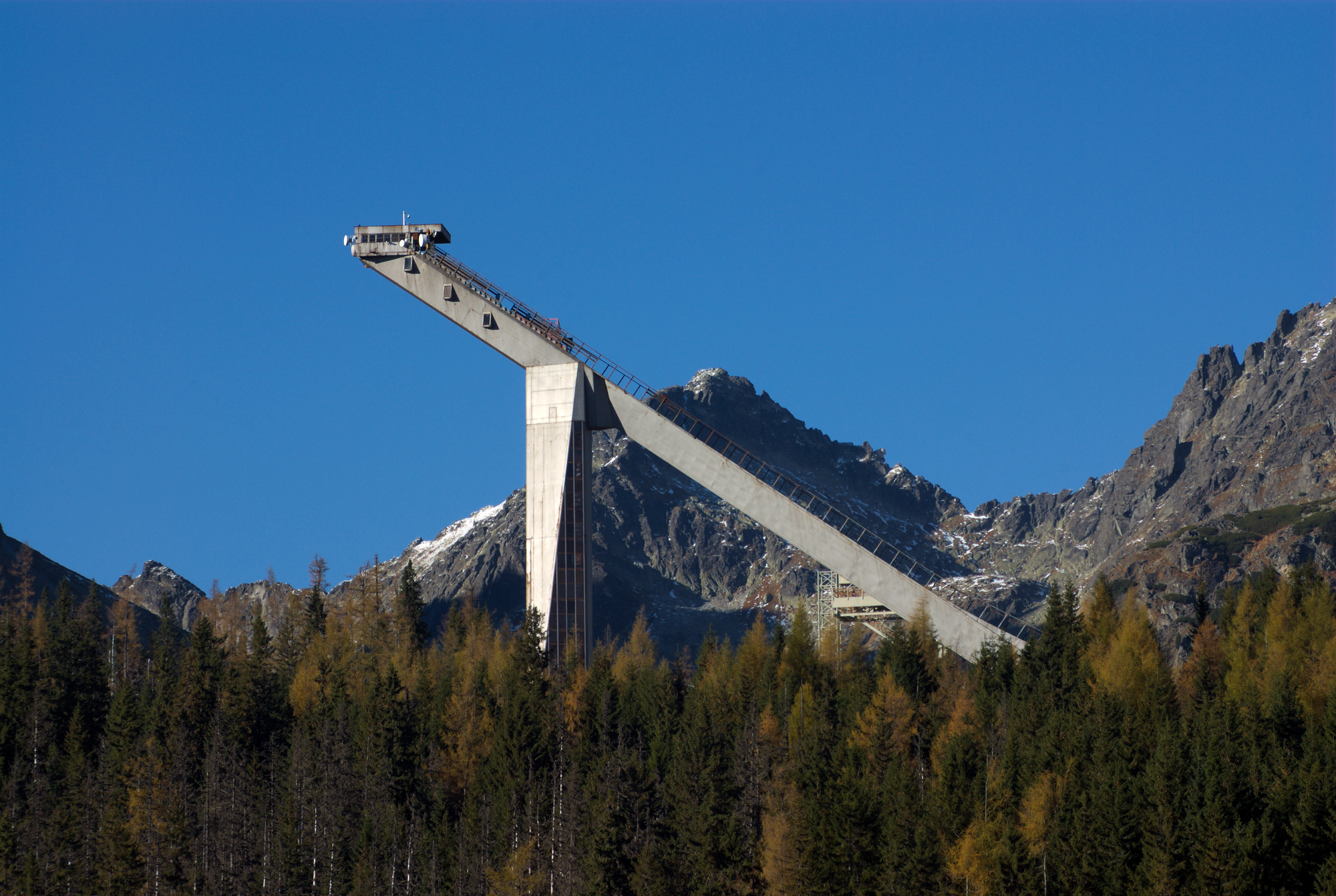
K 120 (MS 1970 A) (2014)

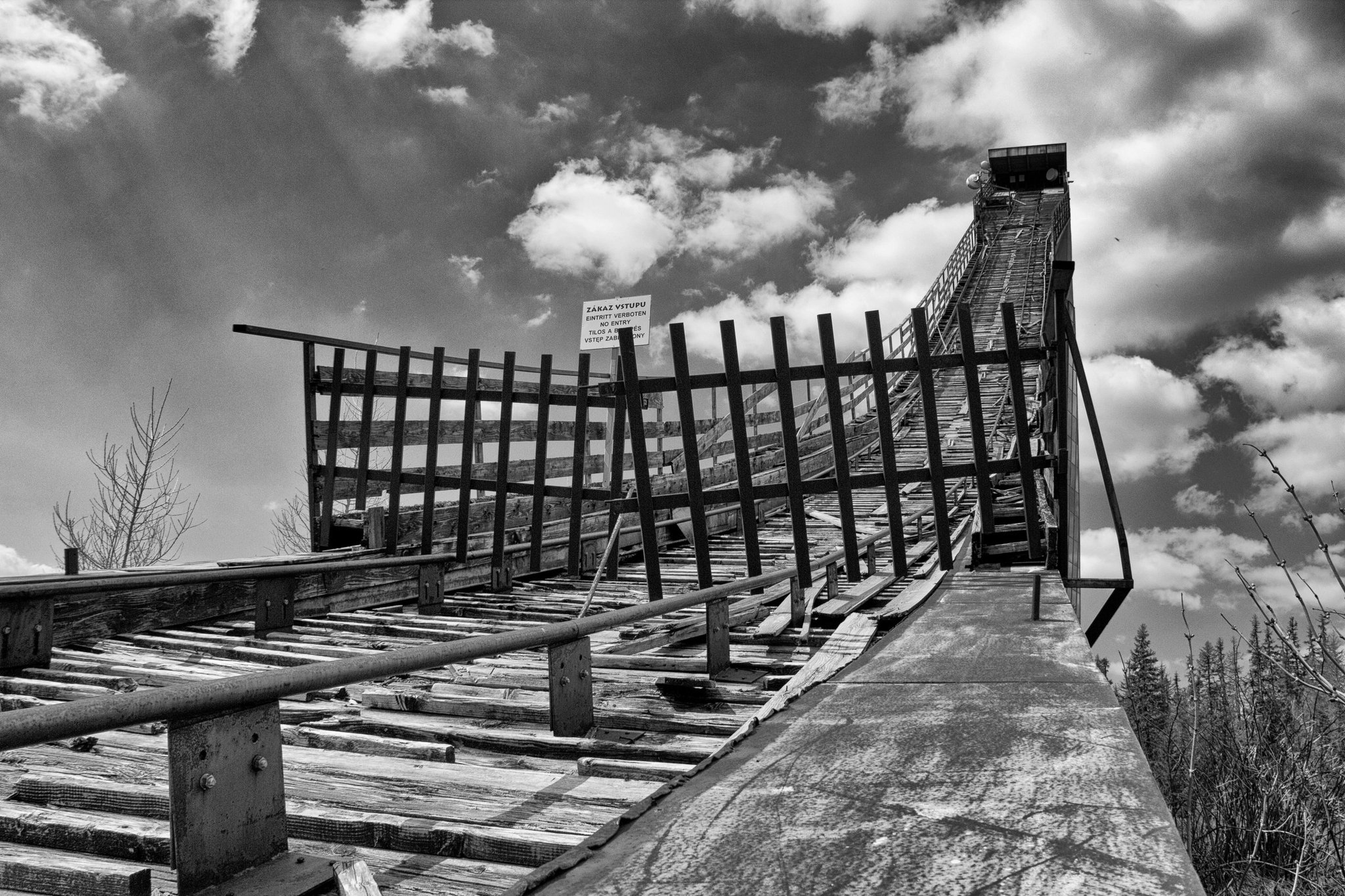
Verfallener Anlauf der K 120 Schanze (2012)

An der Stelle der heutigen Schanzen stand bereits ab 1920 eine Skisprungschanze. Auf der alten K 72,5 Jarolímek-Schanze wurden 1935 die Nordischen Skiweltmeisterschaften ausgetragen. 1962 wurde die alte Schanze abgerissen und an gleicher Stelle zwei neue Schanzen für die Nordischen Skiweltmeisterschaften 1970 errichtet. Für die Weltmeisterschaften entstand eine neue K 88- und dann die K 110-Schanze. 1982 wurde die Normalschanze K 88 mit Matten belegt. Zwei Jahre später wurde die K 110 zu einer K 114 umgebaut. 1988 erfolgte der Umbau zur K 120-Schanze. Im gleichen Jahr wurde die K 88 zur K 90-Schanze umgestaltet, um den neuen Entwicklungen im Skispringen gerecht zu werden. 1987 und 1999 fand auf den Schanzen das Springen der Winter-Universiade statt. Am 30. März 1991 wurde letztmals ein Weltcup-Springen auf der Großschanze ausgetragen. Im Jahr 2000 wurden auf der MS 1970 B die Nordischen Ski-Juniorenweltmeisterschaften ausgetragen. Am 9. Dezember 2001 wurde noch einmal ein Springen des Weltcup der Nordischen Kombination auf der Schanze ausgetragen. Seit 2002 werden auf der Normalschanze Continental-Cup-Springen oder Springen im FIS-Cup ausgetragen. 2003 war die Schanze Austragungsort von zwei Wettbewerben im B-Weltcup der Nordischen Kombination. Die letzte Großveranstaltung auf der Schanze waren zunächst die Nordischen Ski-Juniorenweltmeisterschaften 2009. 2015 fanden dann die Kombinations- und die Spezialspringen der Winter-Universiade dort statt. Die K 120-Schanze wird heute nicht mehr benutzt und verfällt zusehends.

## Internationale Wettbewerbe
Genannt werden alle von der FIS organisierten Sprung- und Kombinationswettbewerbe.

### Spezialspringen
| Datum              | Kategorie          | Schanze | 1. Platz                                                                        | 2. Platz                                                             | 3. Platz                                                                         |
| ------------------ | ------------------ | ------- | ------------------------------------------------------------------------------- | -------------------------------------------------------------------- | -------------------------------------------------------------------------------- |
| 14. Februar 1970   | WM 1970            | K88     | Gari Napalkow                                                                   | Yukio Kasaya                                                         | Lars Grini                                                                       |
| 22. Februar 1970   | WM 1970            | K110    | Gari Napalkow                                                                   | Jiří Raška                                                           | Stanisław Gąsienica Daniel                                                       |
| 24. März 1980      | Weltcup            | K88     | Masahiro Akimoto                                                                | Peter Leitner                                                        | Hirokazu Yagi                                                                    |
| 25. März 1980      | Weltcup            | K110    | Armin Kogler                                                                    | Hans Millonig                                                        | Hubert Neuper                                                                    |
| 19. März 1982      | Weltcup            | K88     | Ole Bremseth                                                                    | Piotr Fijas                                                          | Jeff Hastings                                                                    |
| 20. März 1982      | Weltcup            | K110    | Ole Bremseth                                                                    | Olav Hansson                                                         | Johan Sætre                                                                      |
| 23. März 1985      | Weltcup            | K88     | Matti Nykänen                                                                   | Richard Schallert                                                    | Vegard Opaas                                                                     |
| 24. März 1985      | Weltcup            | K114    | Matti Nykänen                                                                   | Ernst Vettori                                                        | Richard Schallert                                                                |
| 10. Januar 1987    | Weltcup            | K88     | Vegard Opaas                                                                    | Andreas Felder                                                       | Ari-Pekka Nikkola                                                                |
| 11. Januar 1987    | Weltcup            | K114    | Ulf Findeisen                                                                   | Ole Gunnar Fidjestøl                                                 | Ernst Vettori                                                                    |
| 29. März 1990      | Junioren-WM        | K88     | Heinz Kuttin                                                                    | Roberto Cecon                                                        | Tomáš Raszka                                                                     |
| 30. März 1990      | Junioren-WM        | K88     | ÖsterreichHeinz Kuttin Werner Rathmayr Hans Millonig Alexander Pointner         | FinnlandE. Kononen Riku Äyri Mika Laitinen Marko Haarala             | JugoslawienDamjan Fras Sašo Komovec Tomaž Knafelj Franci Petek                   |
| 30. März 1991      | Weltcup            | K120    | Stephan Zünd                                                                    | Mikael Martinsson                                                    | Raimo Ylipulli                                                                   |
| 23. Januar 1999    | Winter-Universiade | K88     | Fabian Ebenhoch Łukasz Kruczek                                                  |                                                                      | Yoshiharu Ikeda                                                                  |
| 26. Januar 1999    | Winter-Universiade | K88     | JapanYoshiharu Ikeda Yūsuke Kaneko Takayuki Tsuruta Shinichiro Saito            | ÖsterreichFabian Ebenhoch Gerhard Schallert ?                        | RusslandArtur Chamidullin ?                                                      |
| 29. Januar 1999    | Winter-Universiade | K120    | Sjarhej Babrou                                                                  | Shinichiro Saito                                                     | Yūsuke Kaneko                                                                    |
| 25. Januar 2000    | Junioren-WM        | K90     | Wettkampf ausgefallen                                                           | Wettkampf ausgefallen                                                | Wettkampf ausgefallen                                                            |
| 25. Januar 2000    | Junioren-WM        | K90     | ÖsterreichMartin Koch Christian Nagiller Florian Liegl Stefan Kaiser            | NorwegenThomas Lobben Erik Leine Wangen David Andersen Anders Bardal | FinnlandVeli-Matti Lindström Juha-Matti Ruuskanen Akseli Lajunen Kimmo Yliriesto |
| 9. August 2008     | FIS Cup            | HS98    | Roman Trofimow                                                                  | Andraž Pograjc                                                       | Marc Krauspenhaar Tomáš Zmoray                                                   |
| 10. August 2008    | FIS Cup            | HS98    | Roman Trofimow                                                                  | Grzegorz Miętus                                                      | Dawid Kowal                                                                      |
| 20. Dezember 2008  | FIS Cup            | HS100   | Dawid Kubacki                                                                   | Marc Krauspenhaar                                                    | Maciej Kot Nejc Frank                                                            |
| 21. Dezember 2008  | FIS Cup            | HS100   | Wettkampf abgesagt                                                              | Wettkampf abgesagt                                                   | Wettkampf abgesagt                                                               |
| 5. Februar 2009    | Junioren-WM        | HS100   | Lukas Müller                                                                    | Maciej Kot                                                           | Ville Larinto                                                                    |
| 6. Februar 2009    | Junioren-WM        | HS100   | ÖsterreichMichael Hayböck Florian Schabereiter Lukas Müller Thomas Thurnbichler | DeutschlandFelix Schoft Tobias Bogner Danny Queck Pascal Bodmer      | PolenMaciej Kot Jakub Kot Grzegorz Miętus Andrzej Zapotoczny                     |
| 6. Februar 2009    | Junioren-WM        | HS100   | Magdalena Schnurr                                                               | Anna Häfele                                                          | Coline Mattel                                                                    |
| 12. September 2009 | FIS Cup            | HS100   | Jörg Ritzerfeld                                                                 | Tomáš Zmoray                                                         | Jan Ziobro                                                                       |
| 13. September 2009 | FIS Cup            | HS100   | Jörg Ritzerfeld                                                                 | Tomáš Zmoray                                                         | Jan Ziobro                                                                       |
| 12. Dezember 2009  | FIS Cup            | HS100   | Wettkampf abgesagt                                                              | Wettkampf abgesagt                                                   | Wettkampf abgesagt                                                               |
| 13. Dezember 2009  | FIS Cup            | HS100   | Wettkampf abgesagt                                                              | Wettkampf abgesagt                                                   | Wettkampf abgesagt                                                               |
| 24. Juli 2010      | FIS Cup            | HS100   | Tomáš Zmoray                                                                    | Ilmir Chasetdinow                                                    | MacKenzie Boyd-Clowes                                                            |
| 25. Juli 2010      | FIS Cup            | HS100   | MacKenzie Boyd-Clowes                                                           | Ilmir Chasetdinow                                                    | Tomáš Zmoray                                                                     |
| 8. Januar 2011     | FIS Cup            | HS100   | Tomáš Zmoray                                                                    | Maciej Kot                                                           | Witalij Schumbarez                                                               |
| 9. Januar 2011     | FIS Cup            | HS100   | Witalij Schumbarez                                                              | Denis Weselow                                                        | Dawid Kowal                                                                      |
| 20. Dezember 2014  | FIS Cup            | HS100   | Clemens Aigner                                                                  | Stanisław Biela                                                      | Elias Tollinger                                                                  |
| 21. Dezember 2014  | FIS Cup            | HS100   | Wettkampf abgesagt                                                              | Wettkampf abgesagt                                                   | Wettkampf abgesagt                                                               |
| 27. Januar 2015    | Winter-Universiade | HS100   | Irina Awwakumowa                                                                | Yuka Kobayashi                                                       | Anastassija Gladyschewa                                                          |
| 27. Januar 2015    | Winter-Universiade | HS100   | Wladimir Sografski                                                              | Ilmir Chasetdinow                                                    | Jewgeni Klimow                                                                   |
| 29. Januar 2015    | Winter-Universiade | HS100   | RusslandAnastassija Gladyschewa Irina Awwakumowa                                | JapanAki Matsuhashi Yuka Kobayashi                                   | TschechienVladěna Pustková Michaela Doleželová                                   |
| 30. Januar 2015    | Winter-Universiade | HS100   | JapanYuka Kobayashi Junshirō Kobayashi                                          | RusslandAnastassija Gladyschewa Michail Maximotschkin                | JapanAki Matsuhashi Kanta Takanashi                                              |
| 1. Februar 2015    | Winter-Universiade | HS100   | RusslandJewgeni Klimow Michail Maximotschkin Ilmir Chasetdinow                  | JapanKanta Takanashi Junshirō Kobayashi Minato Mabuchi               | PolenAndrzej Zapotoczny Stanisław Biela Jakub Kot                                |

### Nordische Kombination
| Datum             | Kategorie          | Schanze | 1. Platz                                                                                   | 2. Platz                                                               | 3. Platz                                                                 |
| ----------------- | ------------------ | ------- | ------------------------------------------------------------------------------------------ | ---------------------------------------------------------------------- | ------------------------------------------------------------------------ |
| 16. Februar 1970  | WM 1970            | K88     | Ladislav Rygl                                                                              | Nikolai Nogowizyn                                                      | Wjatscheslaw Drjagin                                                     |
| 24. März 1984     | Weltcup            | K88     | Tom Sandberg                                                                               | Uwe Dotzauer                                                           | Klaus Sulzenbacher                                                       |
| 22. März 1986     | Weltcup            | K88     | Hermann Weinbuch                                                                           | Hubert Schwarz                                                         | Geir Andersen                                                            |
| 17. Februar 1990  | Weltcup            | K88     | Klaus Sulzenbacher                                                                         | Allar Levandi                                                          | Knut Tore Apeland                                                        |
| 28. März 1990     | Junioren-WM        | K88     | NorwegenHalldor Skard Bjarte Engen Vik Trond Einar Elden                                   | TschechoslowakeiMilan Kučera Jiří Hradil David Soldat                  | DDREnrico Heisig Falk Schwaar Falk Weber                                 |
| 31. März 1990     | Junioren-WM        | K88     | Trond Einar Elden                                                                          | Falk Schwaar                                                           | Christoph Borello                                                        |
| 14. Dezember 1991 | Weltcup            | K90     | Fabrice Guy                                                                                | Fred Børre Lundberg                                                    | Bård Jørgen Elden                                                        |
| 20. März 1993     | Weltcup            | K90     | Kenji Ogiwara                                                                              | Takanori Kōno                                                          | Fred Børre Lundberg                                                      |
| 20. Februar 1994  | B-Weltcup          | K90     | Christoph Braun                                                                            | Tsugiharu Ogiwara                                                      | Glenn Skramm                                                             |
| 10. Dezember 1994 | Weltcup            | K90     | Fred Børre Lundberg                                                                        | Kenji Ogiwara                                                          | Bjarte Engen Vik                                                         |
| 13. Januar 1996   | Weltcup            | K120    | Kenji Ogiwara                                                                              | Jari Mantila                                                           | Knut Tore Apeland                                                        |
| 22. März 1997     | Weltcup            | K120    | Bjarte Engen Vik                                                                           | Kenji Ogiwara                                                          | Jari Mantila                                                             |
| 13. März 1998     | B-Weltcup          | K120    | Jean-Yves Cuendet                                                                          | Lars Andreas Østvik                                                    | Frédéric Baud                                                            |
| 14. März 1998     | B-Weltcup          | K120    | Andrea Cecon                                                                               | Preben Fjære Brynemo                                                   | Gen Tomii                                                                |
| 9. Januar 1999    | Weltcup            | K120    | Bjarte Engen Vik                                                                           | Kenneth Braaten                                                        | Felix Gottwald                                                           |
| 25. Januar 2000   | Junioren-WM        | K90     | Alexej Zvetkov                                                                             | Marko Baacke                                                           | Kevin Arnould                                                            |
| 26. Januar 2000   | Junioren-WM        | K90     | Petter Kukkonen                                                                            | Marko Baacke                                                           | David Kreiner                                                            |
| 27. Januar 2000   | Junioren-WM        | K90     | FinnlandJaakko Tallus Petter Kukkonen Jari Hiukka Jouni Kaitainen                          | Vereinigte StaatenJohnny Spillane Bill Demong Jed Hinkley Carl Vanloan | ÖsterreichDavid Kreiner Florian Aichinger Bernhard Gruber Wilhelm Denifl |
| 9. Dezember 2001  | Weltcup            | K90     | Samppa Lajunen                                                                             | Ronny Ackermann                                                        | Felix Gottwald                                                           |
| 7. Januar 2003    | B-Weltcup          | K90     | Frédéric Baud                                                                              | Sverre Rotevatn                                                        | Stephan Münchmeyer                                                       |
| 8. Januar 2003    | B-Weltcup          | K90     | Mathieu Martinez                                                                           | Lars Andreas Østvik                                                    | Andrej Jezeršek                                                          |
| 5. Februar 2009   | Junioren-WM        | HS98    | Alessandro Pittin                                                                          | Gudmund Storlien                                                       | Fabian Rießle                                                            |
| 7. Februar 2009   | Junioren-WM        | HS98    | NorwegenThorbjørn Brandt Ole-Christian Wendel Gudmund Storlien Truls Soenstehagen Johansen | FrankreichGeoffrey Lafarge Wilfried Cailleau Samuel Guy Nicolas Martin | DeutschlandFabian Rießle Michael Dünkel Wolfgang Bösl Johannes Rydzek    |
| 8. Februar 2009   | Junioren-WM        | HS98    | Alessandro Pittin                                                                          | Johannes Rydzek                                                        | Ole-Christian Wendel                                                     |
| 26. Januar 2015   | Winter-Universiade | HS100   | Adam Cieślar                                                                               | David Welde                                                            | Szczepan Kupczak                                                         |
| 29. Januar 2015   | Winter-Universiade | HS100   | Adam Cieślar                                                                               | David Welde                                                            | Mateusz Wantulok                                                         |
| 30. Januar 2015   | Winter-Universiade | HS100   | DeutschlandJohannes Wasel Tobias Simon David Welde                                         | JapanGō Yamamoto Aguri Shimizu Takehiro Watanabe                       | RusslandSamir Mastiew Nijaz Nabeew Ernest Jahin                          |